# Fürling (Gemeinde Gutau)
Fürling ist eine Ortschaft in der Gemeinde Gutau im Bezirk Freistadt, Oberösterreich.
Die Ortschaft befindet sich auf einem Höhenrücken zwischen den Gewässern Flanitz und Klausbach südöstlich von Freistadt im Einzugsgebiet der Waldaist, die auch die Südgrenze des Gemeindegebietes darstellt. Am 1. Jänner 2024 zählte die Ortschaft 109 Einwohner.

## Geschichte
Um das Jahr 1230 wurde der Ort urkundlich erstmals als Vierlinge erwähnt. Ein Vierling ist dabei der vierte Teil eines im Rahmen der Erbteilung aufgeteilten Grundbesitzes.
Im Jahr 1925 wurde eine Schulexpositur in Vierling eingerichtet, um den Kindern des nördlichen Gemeindegebiets von Gutau den weiten Schulweg zu ersparen. Der Unterricht fand im Hause Kastner (Staininger), Fürling Nr. 14, statt. Neun Jahre später wurde ein eigenes Schulgebäude errichtet, das am 30. September 1934 feierlich eröffnet wurde.

## Sehenswürdigkeiten
Ein Pechölstein befindet sich nordöstlich von Fürling Nr. 13 (Unterpühringer).